# Entesopatia
Per  entesopatia in campo medico si intende qualunque alterazione artritica di un'entesi.

## Definizione di entesi
L'entesi (chiamata anche giunzione osteotendinea) è l'inserzione di un tendine o legamento ad un osso. Essendo composta da molti ricettori nervosi, si possono osservare facilmente manifestazioni dolorose legate ad una sua disfunzione.

## Tipologia
Esistono diversi tipi di entesopatia, fra cui:
- Borsite sottoacromio-deltoidea
- Entesopatia del tendine d'achille
- Sindrome della spalla di Milwaukee
- Tendinopatia inserzionale della cuffia dei rotatori
- Tendinopatia inserzionale degli estensori della mano (più conosciuta con il termine di epicondilite laterale)
- Tendinopatia inserzionale dei flessori del polso e della mano (più conosciuta con il termine di epicondilite mediale o epitrocleite)

## Eziologia
Ogni tipo di trauma o infiammazione a carico dell'entesi comporta un'entesopatia. La possono provocare alcune malattie endocrine e metaboliche e anche alcuni tipi di farmaci. Per quanto riguarda le forme localizzate, esse sono più diffuse fra gli atleti, e i nomi delle infiammazioni tipiche prendono il nome dall'attività svolta (esempio il gomito del tennista).

## Sintomatologia
Fra i sintomi e i segni clinici si riscontrano edema e sclerosi reattiva.

## Terapia
La somministrazione farmacologica di FANS risulta essere il trattamento di scelta.